# Feglymycin

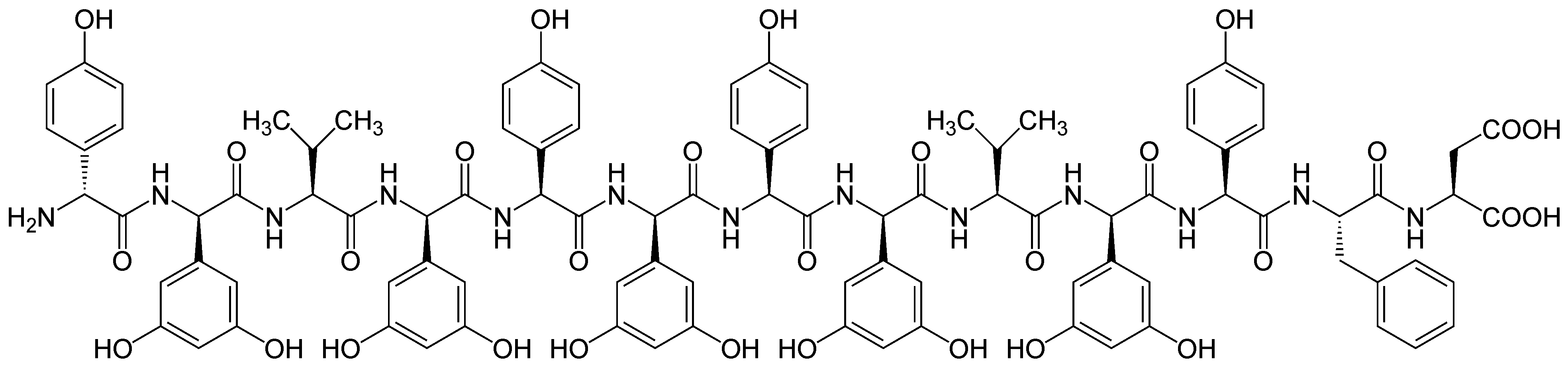
Strukturformel

Bei Feglymycin handelt es sich um ein Virostatikum und um ein Antibiotikum. Es konnte durch Festphasenextraktion, Gel-Permeations-Chromatographie und Reversed Phase Chromatographie aus Kulturen von Streptomyces sp. DSM 11171 gewonnen werden. 

## Eigenschaften
Feglymycin ist ein Protein aus 13 Aminosäuren, wobei die nichtproteinogenen Aminosäuren 4-Hydroxyphenylglycine (vier Stück) und 3,5-Dihydroxyphenylglycine (fünf Stück) mehrheitlich alternierend angeordnet sind. Es bildet asymmetrische Dimere mit einer antiparallelen, doppelsträngigen Doppel-β9.0-Helix.
In vitro zeigte Feglymycin eine Wirkung gegen das Humane Immundefizienz-Virus und gegen Staphylococcus aureus. Die antivirale Wirkung erfolgt durch eine Hemmung der Bindung von gp120 an CD4. Die antibiotische Wirkung entsteht durch eine Hemmung der Enzyme MurA und MurC der bakteriellen Peptidoglykan-Biosynthese. Dabei ist ein Aspartat an der Position 13 essentiell.
Die Biosynthese von Feglymycin erfolgt durch nichtribosomale Peptidsynthese, an der 19 Proteine beteiligt sind (FegA–FegS).
2009 wurde die Totalsynthese von Feglymycin publiziert, 2016 eine weitere.